# Siebenbürgische Heide
Koordinaten: 46° 50′ 0″ N, 24° 11′ 0″ O

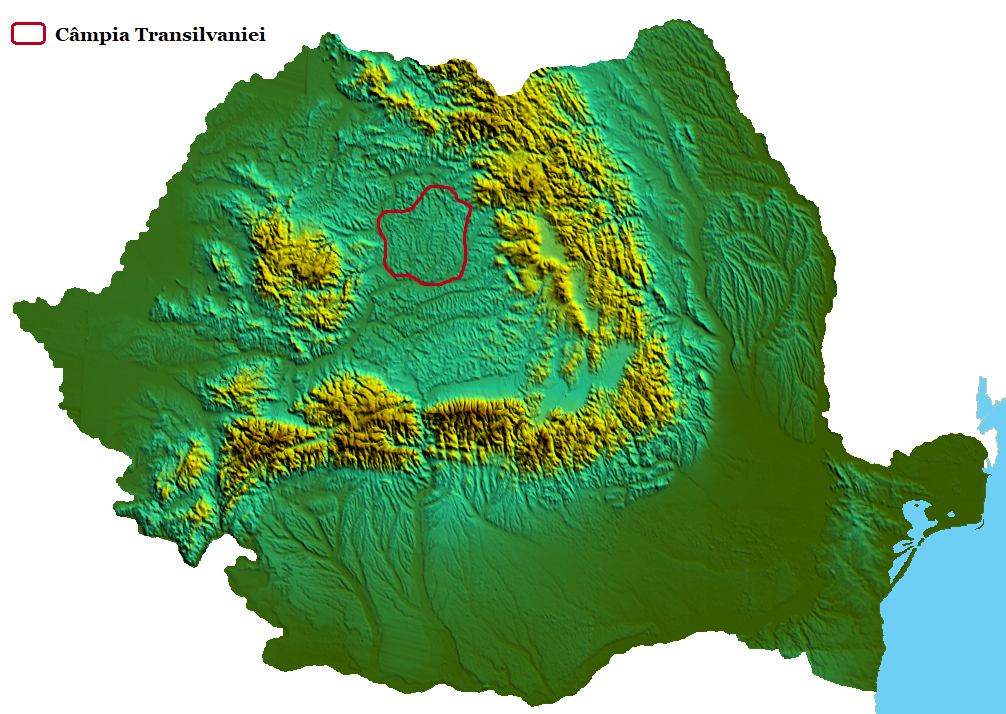
Die Siebenbürgische Heide in Rumänien

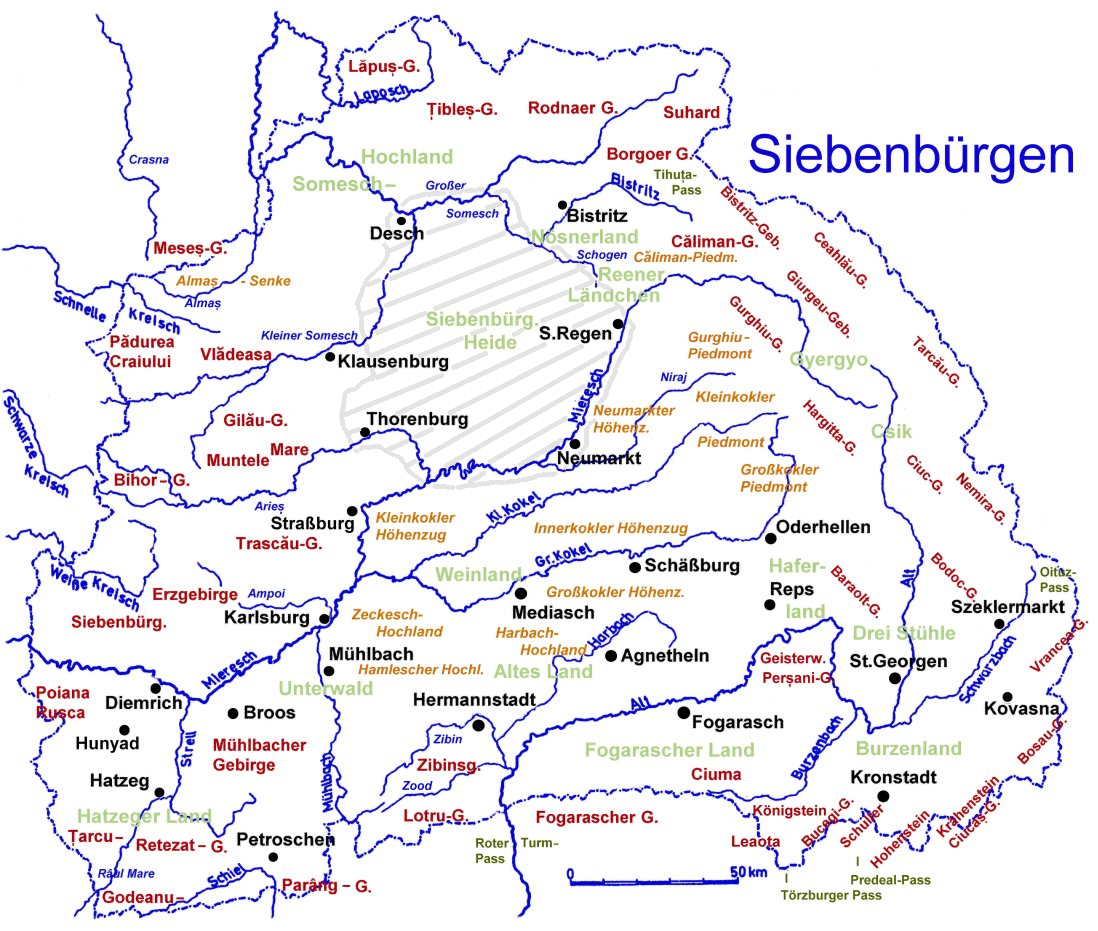
Die Siebenbürgische Heide in der Region Siebenbürgen

Die Siebenbürgische Heide (rumänisch Câmpia Transilvaniei) ist eine Heidelandschaft in der Region Siebenbürgen in Rumänien. In der Siebenbürgischen Heide befinden sich zum Teil die Kreise Cluj, Bistrița-Năsăud und Mureș.

## Lage
In der Nordhälfte des Siebenbürgischen Beckens gelegen, grenzt die Landschaft im Nord-Nordwesten an das Somesch-Hochland (Podișul Someșelor) mit dem Fluss Someș (Somesch) und dessen Quellflüssen Someșul Mare (Großer Somesch) und Someșul Mic (Kleiner Somesch), im Norden an die Bistritzaer Berge (Dealurile Bistriței) mit den Bächen Șieu und Dipșa und dem Reener Ländchen, im Osten an das Karpatenvorland (Subcarpații Transilvaniei) und im Süden an das Kokel-Hochland (Podișul Târnavelor) mit dem Fluss Mureș (Mieresch), der das Heideland im Osten zu den Ausläufern der Ostkarpaten abgrenzt.
Die archäologischen Funde auf dem Gebiet deuten bis in die Jungsteinzeit zurück und werden vom Repertoriul Arheologic Național (Nationales Archäologisches Verzeichnis) verzeichnet.

## Orte in der Siebenbürgischen Heide

### Größere Orte in und am Rande des Heidelands
- Târgu Mureș (Neumarkt am Mieresch)
- Luduș (Ludasch)
- Turda (Thorenburg)
- Câmpia Turzii (Jerischmarkt)
- Reghin (Sächsisch-Regen)
- Gherla (Neuschloss)

### Gemeinden im Heideland
- Sărmașu
- Papiu Ilarian (Boden)
- Fărăgău (Hölzeldorf)
- Pogăceaua
- Grebenișu de Câmpie (Gerbesch)
- Voivodeni (Johannisdorf)
- Lunca (Traßten)
- Sânpetru de Câmpie (Petersdorf)
- Șăulia
- Zau de Câmpie
- Valea Largă
- Sânger
- Miheșu de Câmpie (Bienendorf)
- Pălatca
- Mica
- Mociu (Motsch)
- Țaga (Zegen)

## Sehenswürdigkeiten
Sehenswürdigkeiten in der Region sind reformierte und orthodoxe Kirchen, zum Teil auch Wehrkirchen, einige Holzkirchen sowie Landhäuser (oder was noch übrig ist) – meistens ehemaliger ungarischer Adelsfamilien. Diese stehen laut dem Verzeichnis historischer Denkmäler des Ministeriums für Kultur und nationales Erbe (Ministerul Culturii și Patrimoniului Național) unter Denkmalschutz. Des Weiteren sind erwähnenswert das Salzbergwerk bei Turda und Stauseen, einige sind als Naturschutzgebiet verzeichnet.